# Stella blu
Una stella blu è una stella massiccia di colore tendente al blu o all'azzurro. Queste stelle possono appartenere a diverse tipologie:
- Nana blu: una stella di sequenza principale molto calda, di classe spettrale OV;
- Nana bianco-azzurra: una stella di sequenza principale di classe spettrale BV, meno calda della precedente;
- Gigante blu: una stella gigante di colore blu, molto massiccia ed estremamente luminosa, dalla vita di solo pochi milioni di anni;
- Supergigante blu: una stella supergigante di dimensioni e luminosità ancora superiori; sono fra le stelle più luminose che si conoscano;
- Stella vagabonda blu: una stella insolita, presente talvolta negli ammassi globulari o negli ammassi aperti più concentrati; si pensa che derivi dalla fusione di due stelle di massa inferiore;
- Nana blu evoluta: un'ipotetica tipologia stellare derivante dall'evoluzione delle nane rosse.